# Guillaume Duchenne de Boulogne

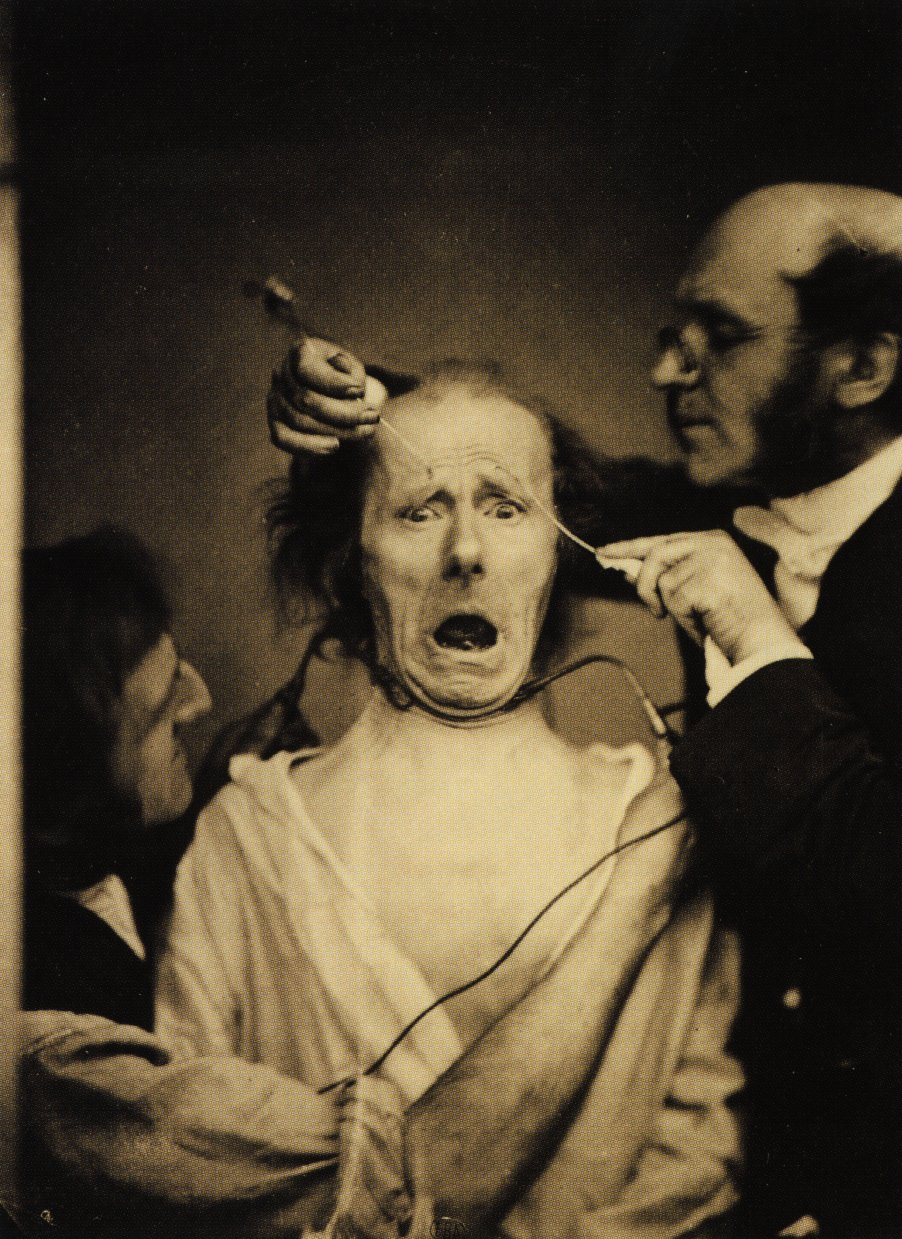
Duchenne de Boulogne a jeho asistent faradizují mimické svaly živého člověka k prokázání mechaniky výrazu obličeje, foto: Adrien Tournachon, publikováno 1862

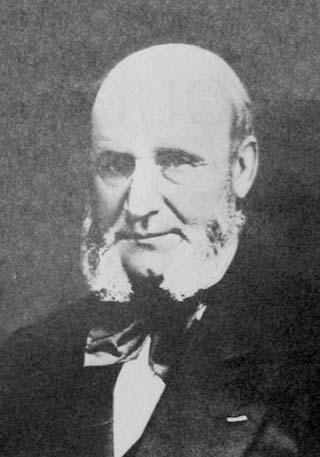
Guillaume-Benjamin-Amand Duchenne de Boulogne

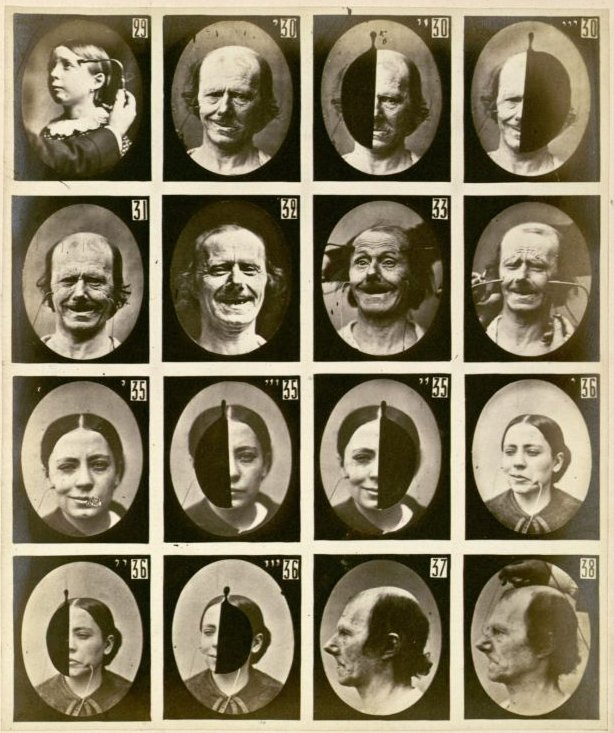
Duchanne de Boulogne: synoptická deska 4 z Le Mécanisme de la Physionomie Humaine, 1862, albuminový tisk

Guillaume-Benjamin-Amand Duchenne (de Boulogne) (17. září 1806 Boulogne-sur-Mer – 15. září 1875 Paříž) byl francouzský neurolog a fotograf, který oživil Galvaniho výzkum svalové elektrofyziologie (elektromyografie). Zkoumal terapeutické využití střídavého proudu ke stimulaci svalů a nervů, aby prokázal vodivost nervových drah, odhaloval vlivy zranění a prováděl další výzkum. Duchenneovy elektrické experimenty na obličejovém svalstvu měly obrovský vliv na dílo Charlese Darwina The Expression of the Emotions in Man and Animals (Výraz emocí u lidí a zvířat).

## Život
Guillaume-Benjamin Duchenne byl synem rybáře, pocházel z rodu námořníků, kteří se usídlili v Boulogne-sur-Mer (Buloň) ve Francii. Jeho otec chtěl, aby se také stal námořníkem, on byl ale fascinován vědou, a tak se navzdory otcovým přáním zapsal na Univerzitu v Douai, kde v 19 letech získal bakalářský titul. Poté se učil u mnoha uznávaných pařížských lékařů, např. u Reného-Théophila-Hyacintha Laënneca (1781–1826) nebo Barona Guillauma Dupuytrena (1777–1835). Následně se vrátil do Buloně, kde si zřídil soukromou praxi. Oženil se s tamní ženou, ta ale zemřela po porodu syna. Tato událost přinesla Duchenneovi dlouhé období osobních sporů s její rodinou, musel být také na dlouhou dobu odloučen od svého syna, který jej později následoval v lékařské kariéře a s nímž se začal znovu stýkat až na sklonku svého života. 
V roce 1835 začal Duchenne experimentovat s tzv. "électropuncture" – technikou vynalezenou nedlouhou předtím Françoisem Magendiem a Jeanem-Baptistou Sarlandièrem, jejíž princip spočíval ve vyvolání elektrických šoků pod kůží pomocí elektrod, což vedlo ke stimulaci svalstva. Po krátkém nešťastném druhém manželství se Duchenne roku 1842 vrátil do Paříže, aby tam pokračoval v lékařském výzkumu. Živil se provozováním soukromé praxe, přičemž denně navštěvoval několik nemocnic, kde se dále vzdělával, mezi nimi např. Hôpital de la Salpêtrière. Vyvinul neinvazivní techniku stimulace svalstva, již nazýval "électrisation localisée",  která pracovala na základě faradických šoků na povrchu pokožky. Své pokusy vydal v knize De l'Électrisation localisée et de son application à la physiologie, à la pathologie et à la thérapeutique (O lokální elektrostimulaci a její aplikaci ve fyziologii, patologii a terapii), poprvé vydané v roce 1855. V roce 1862 byla vydána obrazová příloha k druhému vydání, nazvaná Album de Photographies Pathologiques (Album patologických fotografií). O několik měsíců později pak byla vydána jeho dnes již známá kniha Mécanisme de la physionomie humaine (Mechanismy lidské fyziognomie). Kdyby nebylo tohoto malého, ale zato významného díla, jeho další publikace Physiologie des mouvements (Fyziologie pohybů) – jeho nejvýznamnější příspěvek do oblasti  medicíny a výsledek asi dvacetiletého bádání –, by možná zůstala nepovšimnuta.
Navzdory svým netradičním metodám a často komplikovaným vztahům se starším lékařským personálem, se kterým pracoval, získal Duchenne mezinárodní uznání jako neurolog a badatel. Patří mezi vývojáře elektroterapie a dokázal také, že při úsměvu vyvolaném opravdovou radostí se zapojují nejen svaly okolo úst, ale také svaly v oblasti očí; takovýto "opravdový" úsměv se označuje na jeho počest jako Duchenneův úsměv. Je mu také připisován objev Duchenneovy muskulární dystrofie. Duchenne zemřel roku 1875, po několikaleté nemoci.
V tomto článku byl použit překlad textu z článku Duchenne de Boulogne na anglické Wikipedii.

## Fotografie
Duchenne využíval nový vynález média fotografie, aby zachytil elektricky indukované reakce při svých pokusech, ale nebyl schopen zaznamenat skutečný pohyb obličejových svalů, na což si stěžoval ve svých spisech.
Je znám zejména způsobem, jakým spouštěl svalové kontrakce elektrickými sondami, zaznamenáváním výsledného zkresleného a často groteskního výrazu v té době nedávno vynalezeným fotoaparátem. Své poznatky zveřejnil v průběhu roku 1862. Jeho kniha Mécanisme de la physionomie humaine byla prvním neurofyziologickým textem o emocích a položila mezník v historii klinické lékařské fotografie.
Spolupracoval s mladým talentovaným fotografem Adrienem Tournachonem, bratrem Félixe Nadara.
Jeho fotografie jsou také součástí sbírky Fotografis, která byla představena na začátku roku 2009 v Praze.

## Díla
- Essai sur la brûlure (1833)
- De l'Électrisation localisée et de son application à la physiologie, à la pathologie et à la thérapeutique (1855)
- Mécanisme de la physionomie humaine, ou Analyse électro-physiologique de l'expression des passions applicable à la pratique des arts plastiques (1862)
- Physiologie des mouvements démontrée à l'aide de l'expérimentation électrique et de l'observation clinique, et applicable à l'étude des paralysies et des déformations (1867)